# Billboardlistans förstaplaceringar 2009

Lady Gaga.

2009 fick sex olika akter sin första singeletta i USA, antingen som huvudartist eller som häst: Lady Gaga, Colby O'Donis The Black Eyed Peas, Jay Sean, Jason DeRulo, och Owl City. Jay-Z fick sin första singeletta som huvudartist (med Alicia Keys) med "Empire State of Mind", efter att ha varit gästartist på tre listtoppande singlar. Lady Gaga och Black Eyed Peas fick båda varsin singeletta.
Black Eyed Peas slog rekordet för mest antal veckor i rad på första platsen (26) med "I Gotta Feeling", den längsta förstaplacerade singeln under 2009 samt under 2000-talets första decennium (14 veckor), tillsammans med Mariah Careys "We Belong Together" 2005, och deras första singeletta "Boom Boom Pow", som toppade listan i 12 veckor.
Andra stora händelser under 2009 är Kelly Clarksons "My Life Would Suck Without You", som slog rekord för längsta skutt till förstaplatsen, genom att hoppa upp dit från 97:e plats. Britney Spearss "3" blev enda icke-American Idol-relaterade låt att debutera på förstaplatsen under 2000-talets första decennium.

## Listhistorik

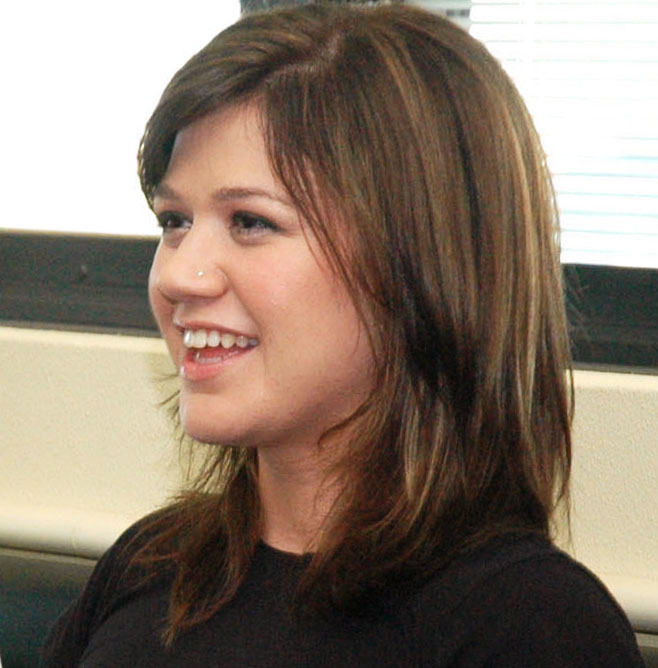
Kelly Clarkson.

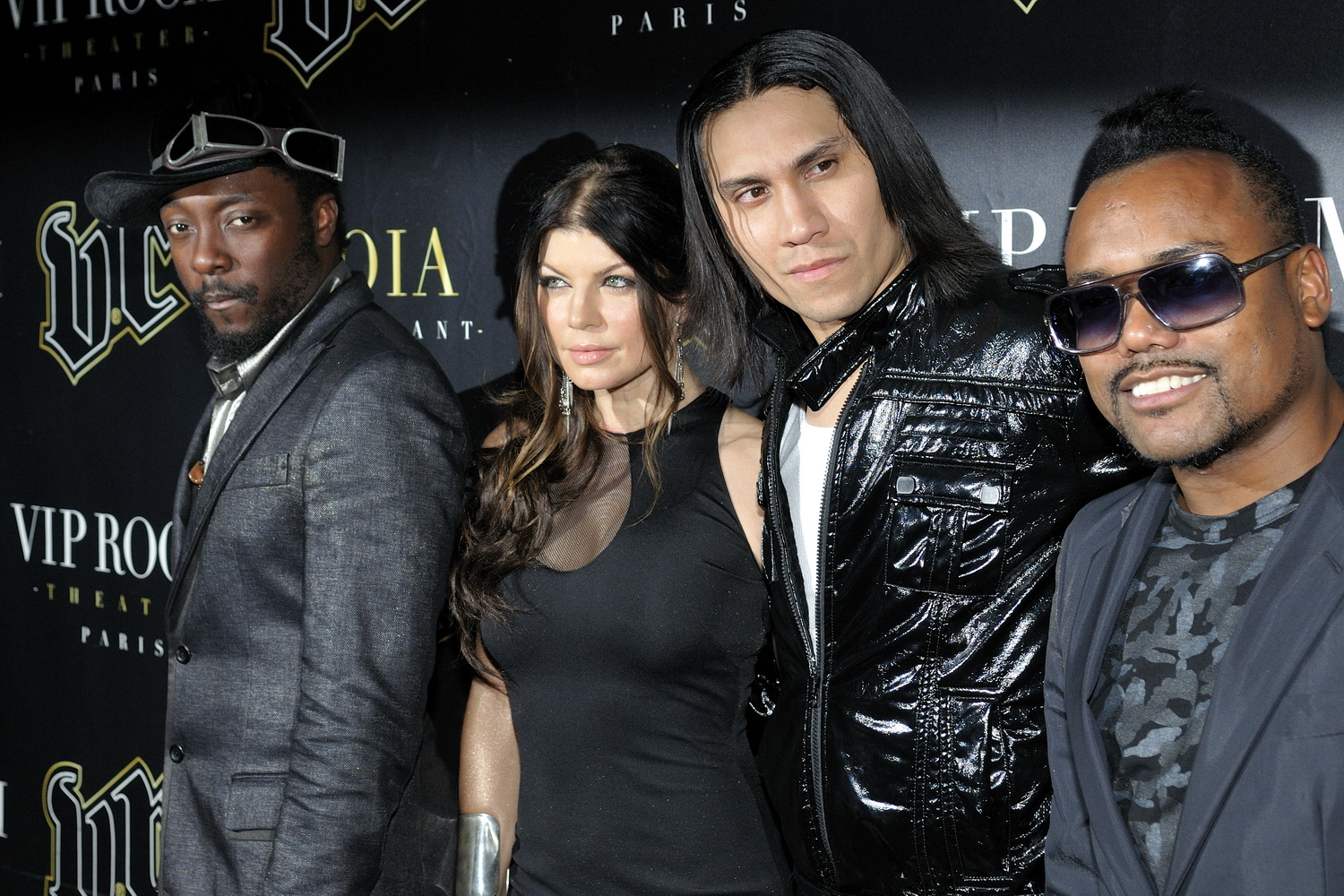
The Black Eyed Peas.

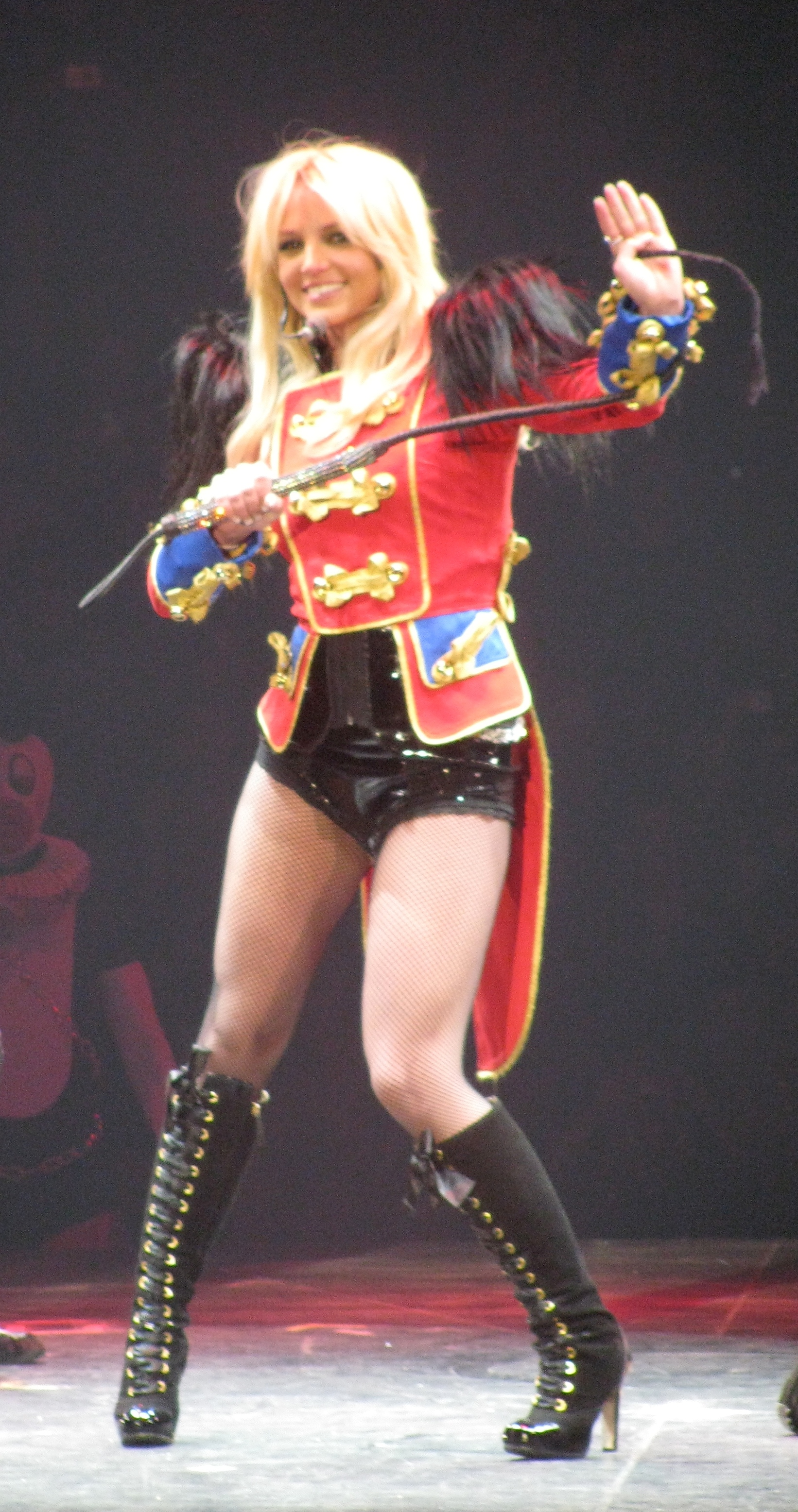
Britney Spears.

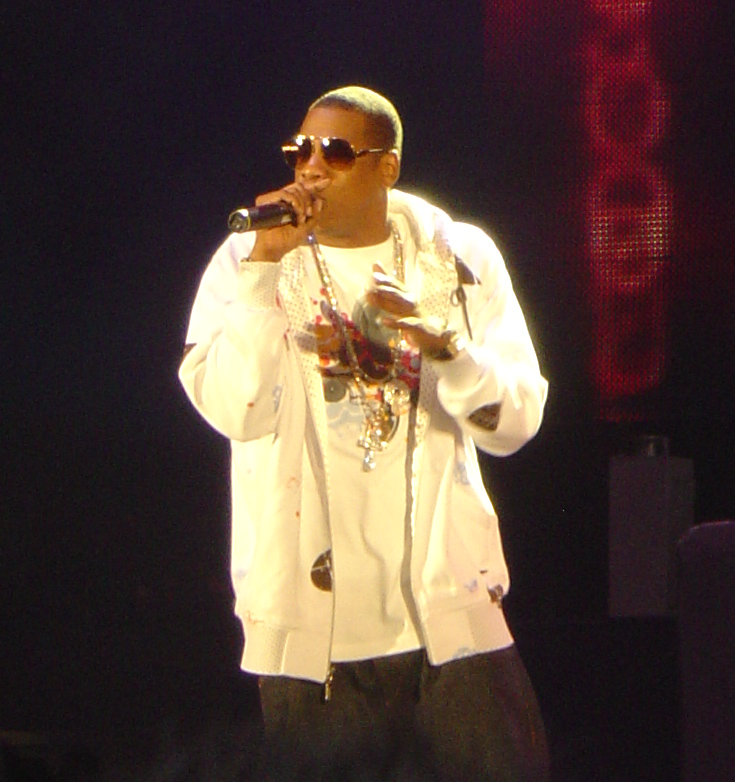
Jay-Z.

| Datum        | Låt                                | Artist/grupp                  | Referens(er)  |
| ------------ | ---------------------------------- | ----------------------------- | ------------- |
| 3 januari    | "Single Ladies (Put a Ring on It)" | Beyoncé                       | [ 12 ]        |
| 10 januari   | "Single Ladies (Put a Ring on It)" | Beyoncé                       | [ 13 ]        |
| 17 januari   | "Just Dance"                       | Lady Gaga feat. Colby O'Donis | [ 14 ]        |
| 24 januari   | "Just Dance"                       | Lady Gaga feat. Colby O'Donis | [ 15 ]        |
| 31 januari   | "Just Dance"                       | Lady Gaga feat. Colby O'Donis | [ 16 ]        |
| 7 februari   | "My Life Would Suck Without You"   | Kelly Clarkson                | [ 17 ]        |
| 14 februari  | "My Life Would Suck Without You"   | Kelly Clarkson                | [ 18 ]        |
| 21 februari  | "Crack a Bottle"                   | Eminem, Dr. Dre och 50 Cent   | [ 19 ]        |
| 28 februari  | "Right Round"                      | Flo Rida feat. Kesha          | [ 20 ]        |
| 7 mars       | "Right Round"                      | Flo Rida feat. Kesha          | [ 21 ]        |
| 14 mars      | "Right Round"                      | Flo Rida feat. Kesha          | [ 22 ]        |
| 21 mars      | "Right Round"                      | Flo Rida feat. Kesha          | [ 23 ]        |
| 28 mars      | "Right Round"                      | Flo Rida feat. Kesha          | [ 24 ]        |
| 4 april      | "Right Round"                      | Flo Rida feat. Kesha          | [ 25 ]        |
| 11 april     | "Poker Face"                       | Lady Gaga                     | [ 26 ] [ 27 ] |
| 18 april     | "Boom Boom Pow"                    | Black Eyed Peas               | [ 28 ] [ 29 ] |
| 25 april     | "Boom Boom Pow"                    | Black Eyed Peas               | [ 30 ]        |
| 2 maj        | "Boom Boom Pow"                    | Black Eyed Peas               | [ 31 ]        |
| 9 maj        | "Boom Boom Pow"                    | Black Eyed Peas               | [ 32 ]        |
| 16 maj       | "Boom Boom Pow"                    | Black Eyed Peas               | [ 33 ]        |
| 23 maj       | "Boom Boom Pow"                    | Black Eyed Peas               | [ 34 ]        |
| 30 maj       | "Boom Boom Pow"                    | Black Eyed Peas               | [ 35 ]        |
| 6 juni       | "Boom Boom Pow"                    | Black Eyed Peas               | [ 36 ]        |
| 13 juni      | "Boom Boom Pow"                    | Black Eyed Peas               | [ 37 ]        |
| 20 juni      | "Boom Boom Pow"                    | Black Eyed Peas               | [ 38 ]        |
| June 27      | "Boom Boom Pow"                    | Black Eyed Peas               | [ 39 ]        |
| 4 juli       | "Boom Boom Pow"                    | Black Eyed Peas               | [ 40 ]        |
| 11 juli      | "I Gotta Feeling"                  | Black Eyed Peas               | [ 41 ]        |
| 18 juli      | "I Gotta Feeling"                  | Black Eyed Peas               | [ 42 ]        |
| 25 juli      | "I Gotta Feeling"                  | Black Eyed Peas               | [ 43 ]        |
| 1 augusti    | "I Gotta Feeling"                  | Black Eyed Peas               | [ 44 ]        |
| 8 augusti    | "I Gotta Feeling"                  | Black Eyed Peas               | [ 45 ]        |
| 15 augusti   | "I Gotta Feeling"                  | Black Eyed Peas               | [ 46 ]        |
| 22 augusti   | "I Gotta Feeling"                  | Black Eyed Peas               | [ 47 ]        |
| 29 augusti   | "I Gotta Feeling"                  | Black Eyed Peas               | [ 48 ]        |
| 5 september  | "I Gotta Feeling"                  | Black Eyed Peas               | [ 49 ]        |
| 12 september | "I Gotta Feeling"                  | Black Eyed Peas               | [ 50 ]        |
| 19 september | "I Gotta Feeling"                  | Black Eyed Peas               | [ 51 ]        |
| 26 september | "I Gotta Feeling"                  | Black Eyed Peas               | [ 52 ]        |
| 3 oktober    | "I Gotta Feeling"                  | Black Eyed Peas               | [ 53 ]        |
| 10 oktober   | "I Gotta Feeling"                  | Black Eyed Peas               | [ 54 ]        |
| 17 oktober   | "Down"                             | Jay Sean featuring Lil Wayne  | [ 4 ]         |
| 24 oktober   | "3"                                | Britney Spears                | [ 11 ]        |
| 31 oktober   | "Down"                             | Jay Sean featuring Lil Wayne  | [ 55 ]        |
| 7 november   | "Fireflies"                        | Owl City                      | [ 6 ]         |
| 14 november  | "Whatcha Say"                      | Jason DeRulo                  | [ 5 ]         |
| 21 november  | "Fireflies"                        | Owl City                      | [ 56 ]        |
| 28 november  | "Empire State of Mind"             | Jay-Z and Alicia Keys         | [ 7 ]         |
| 5 december   | "Empire State of Mind"             | Jay-Z and Alicia Keys         | [ 57 ]        |
| 12 december  | "Empire State of Mind"             | Jay-Z and Alicia Keys         | [ 58 ]        |
| 19 december  | "Empire State of Mind"             | Jay-Z and Alicia Keys         | [ 59 ]        |
| 26 december  | "Empire State of Mind"             | Jay-Z and Alicia Keys         | [ 60 ]        |

### Fotnoter
1. 1 2 3  Cohen, Jonathan (8 januari 2009). ”Lady GaGa Dances To The Top Of Hot 100”. Billboard (Nielsen Business Media, Inc). Arkiverad från originalet den 13 januari 2009. https://web.archive.org/web/20090113082421/http://www.billboard.com/bbcom/news/lady-gaga-dances-to-the-top-of-hot-100-1003928479.story. Läst 9 januari 2009.
2. 1 2  Ben-Yehuda, Ayala (18 juni 2009). ”Black Eyed Peas Take Top Two Slots On Billboard Hot 100”. Billboard (Nielsen Business Media, Inc). Arkiverad från originalet den 26 januari 2010. https://web.archive.org/web/20100126025028/http://www.billboard.com/bbcom/news/black-eyed-peas-take-top-two-slots-on-billboard-1003985636.story. Läst 18 juni 2009.
3. 1 2  Ben-Yehuda, Ayala (25 juni 2009). ”Drake Flies Twice Into Top 10 Of Billboard Hot 100”. Billboard (Nielsen Business Media, Inc). Arkiverad från originalet den 27 juni 2009. https://web.archive.org/web/20090627030435/http://www.billboard.com/bbcom/news/drake-flies-twice-into-top-10-of-billboard-1003987890.story. Läst 25 juni 2009.
4. 1 2  Ben-Yehuda, Ayala (7 oktober 2009). ”'Jay Sean Sends Peas Packing From Hot 100 Penthouse”. Billboard (Nielsen Business Media, Inc). http://www.billboard.com/#/news/jay-sean-sends-peas-packing-from-hot-100-1004020213.story. Läst 7 oktober 2009.
5. 1 2  Pietroluongo, Silvio (4 november 2009). ”DeRulo Tops Hot 100, But Swift Swoops In With Record-Breaking Debut Sum”. Billboard (Nielsen Business Media, Inc). http://www.billboard.com/news/derulo-tops-hot-100-but-swift-swoops-in-1004033394.story#/news/derulo-tops-hot-100-but-swift-swoops-in-1004033394.story. Läst 4 november 2009.
6. 1 2  Pietroluongo, Silvio (29 oktober 2009). ”Owl City's 'Fireflies' Lands At No. 1 On Hot 100”. Billboard (Nielsen Business Media, Inc). http://www.billboard.com/#/news/owl-city-s-fireflies-lands-at-no-1-on-hot-1004031758.story. Läst 29 oktober 2009.
7. 1 2  Pietroluongo, Silvio (18 november 2009). ”Jay-Z Jumps To No. 1 On The Hot 100”. Billboard (Nielsen Business Media, Inc). http://www.billboard.com/#/news/jay-z-jumps-to-no-1-on-the-hot-100-1004043615.story. Läst 18 november 2009.
8. ↑  Pietroluongo, Silvio (1 april 2009). ”Lady GaGa Draws A Pair Of No. 1s”. Billboard (Nielsen Business Media, Inc). Arkiverad från originalet den 26 oktober 2012. https://web.archive.org/web/20121026124119/http://www.billboard.com/bbcom/news/lady-gaga-draws-a-pair-of-no-1s-1003957967.story. Läst 1 april 2009.
9. ↑  Ben-Yehuda, Ayala (2 april 2009). ”Lady GaGa Scores Hot 100 Milestone With 'Poker Face'”. Billboard (Nielsen Business Media, Inc). Arkiverad från originalet den 26 april 2009. https://web.archive.org/web/20090426021334/http://www.billboard.com/bbcom/news/lady-gaga-scores-hot-100-milestone-with-1003958324.story. Läst 10 april 2009.
10. ↑  Pietroluongo, Silvio (28 januari 2009). ”Kelly Clarkson Breaks Record For Hot 100 Jump”. Billboard (Nielsen Business Media, Inc). Arkiverad från originalet den 7 januari 2013. https://web.archive.org/web/20130107183307/http://www.billboard.com/bbcom/news/kelly-clarkson-breaks-record-for-hot-100-1003935142.story. Läst 28 januari 2009.
11. 1 2  Pietroluongo, Silvio (14 oktober 2009). ”"3" To 1: Britney Beats Odds To Debut Atop Hot 100”. Billboard (Nielsen Business Media, Inc). http://www.billboard.com/#/news/3-to-1-britney-beats-odds-to-debut-atop-1004021929.story. Läst 14 oktober 2009.
12. ↑  Cohen, Jonathan (24 december 2008). ”Beyonce Celebrates Christmas Atop Hot 100”. Billboard (Nielsen Business Media, Inc). Arkiverad från originalet den 27 december 2008. https://web.archive.org/web/20081227111156/http://www.billboard.com/bbcom/news/beyonce-celebrates-christmas-atop-hot-100-1003925108.story. Läst 24 december 2008.
13. ↑  Cohen, Jonathan (1 januari 2009). ”Beyonce Starts 2009 Atop The Hot 100”. Billboard (Nielsen Business Media, Inc). Arkiverad från originalet den 4 januari 2009. https://web.archive.org/web/20090104080111/http://www.billboard.com/bbcom/news/beyonce-starts-2009-atop-the-hot-100-1003926344.story. Läst 1 januari 2009.
14. ↑  Cohen, Jonathan (8 januari 2009). ”Lady GaGa Dances To The Top Of Hot 100”. Billboard (Nielsen Business Media, Inc). Arkiverad från originalet den 13 januari 2009. https://web.archive.org/web/20090113082421/http://www.billboard.com/bbcom/news/lady-gaga-dances-to-the-top-of-hot-100-1003928479.story. Läst 9 januari 2009.
15. ↑  Cohen, Jonathan (15 januari 2009). ”Lady GaGa Dances Again Atop Hot 100”. Billboard (Nielsen Business Media, Inc). Arkiverad från originalet den 17 januari 2009. https://web.archive.org/web/20090117091526/http://www.billboard.com/bbcom/news/lady-gaga-dances-again-atop-hot-100-1003931002.story. Läst 15 januari 2009.
16. ↑  Cohen, Jonathan (22 januari 2009). ”Lady GaGa Leads Hot 100 Amid Static Top 5”. Billboard (Nielsen Business Media, Inc). Arkiverad från originalet den 23 januari 2009. https://web.archive.org/web/20090123182411/http://www.billboard.com/bbcom/news/lady-gaga-leads-hot-100-amid-static-top-1003933329.story. Läst 22 januari 2009.
17. ↑  Silvio Pietroluongo (28 januari 2009). ”Kelly Clarkson Breaks Record For Hot 100 Jump”. Billboard. Nielsen Business Media, Inc. Arkiverad från originalet den 7 januari 2013. https://web.archive.org/web/20130107183307/http://www.billboard.com/bbcom/news/kelly-clarkson-breaks-record-for-hot-100-1003935142.story. Läst 28 januari 2009.
18. ↑  Hasty, Katy (5 februari 2009). ”'Life' Is Good For Clarkson Atop Hot 100”. Billboard (Nielsen Business Media, Inc). Arkiverad från originalet den 8 februari 2009. https://web.archive.org/web/20090208012354/http://www.billboard.com/bbcom/news/life-is-good-for-clarkson-atop-hot-100-1003938622.story. Läst 5 februari 2009.
19. ↑  Silvio Pietroluongo (11 februari 2009). ”Eminem's 'Bottle' Breaks Digital Record”. Billboard (Nielsen Business Media, Inc). Arkiverad från originalet den 26 januari 2010. https://web.archive.org/web/20100126021647/http://www.billboard.com/bbcom/news/eminem-s-bottle-breaks-digital-record-1003940455.story. Läst 11 februari 2009.
20. ↑  Silvio Pietroluongo (18 februari 2009). ”Flo Rida Topples Single-Week Download Mark”. Billboard (Nielsen Business Media, Inc). Arkiverad från originalet den 20 februari 2009. https://web.archive.org/web/20090220114240/http://www.billboard.com/bbcom/news/flo-rida-topples-single-week-download-mark-1003942356.story. Läst 18 februari 2009.
21. ↑  Ayala Ben-Yehuda (26 februari 2009). ”Arkiverade kopian”. Billboard (Nielsen Business Media, Inc). Arkiverad från originalet den 2 mars 2009. https://web.archive.org/web/20090302080400/http://login.vnuemedia.com/bbbiz/content_display/industry/e3iaeb1c24de37000ac6970b0af10e20d31. Läst 7 mars 2009.
22. ↑  Ayala Ben-Yehuda (5 mars 2009). ”Soulja Boy Climbs Hot 100”. Billboard. Nielsen Business Media. Arkiverad från originalet den 7 april 2009. https://web.archive.org/web/20090407024139/http://login.vnuemedia.com/bbbiz/content_display/industry/e3i99cfa85eeeab5b041f20149f9686ecce. Läst 4 mars 2009.
23. ↑  Caulfield, Keith (12 mars 2009). ”Miley Cyrus' 'Climb' Debuts High on Hot 100”. Billboard. Nielsen Business Media, Inc. Arkiverad från originalet den 22 januari 2010. https://web.archive.org/web/20100122112216/http://www.billboard.com/bbcom/news/miley-cyrus-climb-debuts-high-on-hot-100-1003950890.story. Läst 12 mars 2009.
24. ↑  Ayala Ben-Yehuda (19 mars 2009). ”Flo Rida Tops Hot 100 As Carrie Underwood's 'Home' Debuts High”. Billboard. Nielsen Business Media, Inc. http://www.billboard.biz/bbbiz/content_display/industry/e3i8cb6d62d50873a493f4756f295f9ddb8. Läst 19 mars 2009.
25. ↑  Ayala Ben-Yehuda (26 mars 2009). ”Flo Rida Is Doubly Sweet On The Hot 100”. Billboard. Nielsen Business Media Inc. Arkiverad från originalet den 2 november 2012. https://web.archive.org/web/20121102143448/http://www.billboard.com/bbcom/news/flo-rida-is-doubly-sweet-on-the-hot-100-1003955976.story. Läst 27 mars 2009.
26. ↑  Pietroluongo, Silvio (1 april 2009). ”Lady GaGa Draws A Pair Of No. 1s”. Billboard. Nielsen Business Media, Inc. Arkiverad från originalet den 26 oktober 2012. https://web.archive.org/web/20121026124119/http://www.billboard.com/bbcom/news/lady-gaga-draws-a-pair-of-no-1s-1003957967.story. Läst 1 april 2009.
27. ↑  Ben-Yehuda, Ayala; Pietroluongo, Silvio (2 april 2009). ”Lady GaGa Scores Hot 100 Milestone With 'Poker Face'”. Billboard. Nielsen Business Media, Inc. Arkiverad från originalet den 26 april 2009. https://web.archive.org/web/20090426021334/http://www.billboard.com/bbcom/news/lady-gaga-scores-hot-100-milestone-with-1003958324.story. Läst 10 april 2009.
28. ↑  Pietroluongo, Silvio (8 april 2009). ”Black Eyed Peas Score First No. 1 On Hot 100”. Billboard. Nielsen Business Media, Inc. Arkiverad från originalet den 25 oktober 2012. https://web.archive.org/web/20121025054043/http://www.billboard.com/bbcom/news/black-eyed-peas-score-first-no-1-on-hot-1003960617.story. Läst 8 april 2009.
29. ↑  Ben-Yehuda, Ayala; Caulfield, Keith (9 april 2009). ”Black Eyed Peas, Lady GaGa Top Hot 100”. Billboard. Nielsen Business Media, Inc. Arkiverad från originalet den 11 april 2009. https://web.archive.org/web/20090411232012/http://www.billboard.com/bbcom/news/black-eyed-peas-lady-gaga-top-hot-100-1003960938.story. Läst 10 april 2009.
30. ↑  Ben-Yehuda, Ayala; Caulfield, Keith (16 april 2009). ”'Hannah Montana' Boosts Six Songs Into Hot 100”. Billboard. Nielsen Business Media, Inc. Arkiverad från originalet den 19 april 2009. https://web.archive.org/web/20090419162223/http://www.billboard.com/bbcom/news/hannah-montana-boosts-six-songs-into-hot-1003963093.story. Läst 16 april 2009.
31. ↑  Silvio Pietroluongo; Caulfield, Keith (23 april 2009). ”Eminem, Green Day Make Big Hot 100 Debuts”. Billboard. Nielsen Business Media, Inc. Arkiverad från originalet den 3 maj 2009. https://web.archive.org/web/20090503142033/http://www.billboard.com/bbcom/news/eminem-green-day-make-big-hot-100-debuts-1003965853.story. Läst 23 april 2009.
32. ↑  Ben-Yehuda, Ayala; Caulfield, Keith (30 april 2009). ”Flo Rida Has Sweet Week On Billboard Hot 100”. Billboard. Nielsen Business Media, Inc. Arkiverad från originalet den 7 januari 2010. https://web.archive.org/web/20100107130729/http://www.billboard.com/bbcom/news/flo-rida-has-sweet-week-on-billboard-hot-1003968125.story. Läst 30 april 2009.
33. ↑  Ben-Yehuda, Ayala (7 maj 2009). ”3OH!3 Hits Top Ten On Billboard Hot 100”. Billboard. Nielsen Business Media, Inc. Arkiverad från originalet den 10 maj 2009. https://web.archive.org/web/20090510062857/http://www.billboard.com/bbcom/news/3oh-3-hits-top-ten-on-billboard-hot-100-1003970665.story. Läst 7 maj 2009.
34. ↑  Ben-Yehuda, Ayala (14 maj 2009). ”Daughtry Debuts High On Hot 100”. Billboard. Nielsen Business Media, Inc. Arkiverad från originalet den 16 maj 2009. https://web.archive.org/web/20090516153029/http://www.billboard.com/bbcom/news/daughtry-debuts-high-on-hot-100-1003973158.story. Läst 14 maj 2009.
35. ↑  Trust, Gary (21 maj 2009). ”Pitbull, Jeremih Hit Top Ten On Billboard Hot 100”. Billboard. Nielsen Business Media, Inc. Arkiverad från originalet den 24 maj 2009. https://web.archive.org/web/20090524081659/http://www.billboard.com/bbcom/news/pitbull-jeremih-hit-top-ten-on-billboard-1003975760.story. Läst 21 maj 2009.
36. ↑  ”Black Eyed Peas - Boom Boom Pow”. Billboard. Nielsen Business Media, Inc. 6 juni 2009. https://www.billboard.com/charts/hot-100/2009-06-06. Läst 5 juni 2009.
37. ↑  Ben-Yehuda, Ayala (4 juni 2009). ”Lady GaGa Takes Two Top 10 Spots On Billboard's Hot 100”. Billboard. Nielsen Business Media, Inc. Arkiverad från originalet den 28 november 2011. https://web.archive.org/web/20111128183746/http://www.billboard.com/bbcom/news/lady-gaga-takes-two-top-10-spots-on-billboard-1003980330.story. Läst 4 juni 2009.
38. ↑  Ben-Yehuda, Ayala; Caulfield, Keith; Pietroluongo, Silvio (11 juni 2009). ”The Black Eyed Peas Snag Top Spot On Hot 100”. Billboard. Nielsen Business Media, Inc. Arkiverad från originalet den 14 juni 2009. https://web.archive.org/web/20090614080220/http://www.billboard.com/bbcom/news/the-black-eyed-peas-snag-top-spot-on-hot-1003983720.story. Läst 13 juni 2009.
39. ↑  Ben-Yehuda, Ayala (18 juni 2009). ”Black Eyed Peas Take Top Two Slots On Billboard Hot 100”. Billboard. Nielsen Business Media, Inc. Arkiverad från originalet den 26 januari 2010. https://web.archive.org/web/20100126025028/http://www.billboard.com/bbcom/news/black-eyed-peas-take-top-two-slots-on-billboard-1003985636.story. Läst 18 juni 2009.
40. ↑  Ben-Yehuda, Ayala (25 juni 2009). ”Drake Flies Twice Into Top 10 Of Billboard Hot 100”. Billboard. Nielsen Business Media, Inc. Arkiverad från originalet den 27 juni 2009. https://web.archive.org/web/20090627030435/http://www.billboard.com/bbcom/news/drake-flies-twice-into-top-10-of-billboard-1003987890.story. Läst 25 juni 2009.
41. ↑  ”Chart Beat Bonus, "'Feeling' Like The Second Time"”. Arkiverad från originalet den 6 januari 2008. https://web.archive.org/web/20080106162106/http://www.billboard.com/bbcom/charts/chart_display.jsp?g=Singles&f=The+Billboard+Hot+100. Läst 2 juli 2009.
42. ↑  Ben-Yehuda, Ayala (9 juli 2009). ”Colbie Caillat, Ting Tings Shake Up Billboard Hot 100”. Billboard (Nielsen Business Media, Inc). Arkiverad från originalet den 25 maj 2012. https://archive.today/20120525211509/http://www.billboard.com/bbcom/news/colbie-caillat-ting-tings-shake-up-billboard-1003992259.story%23/bbcom/news/colbie-caillat-ting-tings-shake-up-billboard-1003992259.story. Läst 9 juli 2009.
43. ↑  Ben-Yehuda, Ayala (16 juli 2009). ”Hannah Montana, Mariah Carey Debut High On Billboard Hot 100”. Billboard (Nielsen Business Media, Inc). Arkiverad från originalet den 17 juli 2009. https://web.archive.org/web/20090717174459/http://www.billboard.com/bbcom/news/hannah-montana-mariah-carey-debut-high-on-1003994507.story. Läst 16 juli 2009.
44. ↑  Ben-Yehuda, Ayala (23 juli 2009). ”Taylor Swift, Shakira Make Moves On Billboard Hot 100”. Billboard (Nielsen Business Media, Inc). http://www.billboard.com/news/taylor-swift-shakira-make-moves-on-billboard-1003996978.story#/news/taylor-swift-shakira-make-moves-on-billboard-1003996978.story. Läst 23 juli 2009.
45. ↑  Ben-Yehuda, Ayala (30 juli 2009). ”Black Eyed Peas Set Billboard Hot 100 Record”. Billboard (Nielsen Business Media, Inc). http://www.billboard.com/news/black-eyed-peas-set-billboard-hot-100-record-1003998841.story#/news/black-eyed-peas-set-billboard-hot-100-record-1003998841.story. Läst 30 juli 2009.
46. ↑  Ben-Yehuda, Ayala (6 augusti 2009). ”T.I., Jay Sean Post High Debuts On Billboard Hot 100”. Billboard (Nielsen Business Media, Inc). http://www.billboard.com/#/news/t-i-jay-sean-post-high-debuts-on-billboard-1004000836.story. Läst 6 augusti 2009.
47. ↑  Ben-Yehuda, Ayala (13 augusti 2009). ”Black Eyed Peas, Jason Mraz Tie Records On Billboard Hot 100”. Billboard (Nielsen Business Media, Inc). http://www.billboard.com/news/black-eyed-peas-jason-mraz-tie-records-on-1004002946.story#/news/black-eyed-peas-jason-mraz-tie-records-on-1004002946.story. Läst 13 augusti 2009.
48. ↑  Pietroluongo, Silvio (19 augusti 2009). ”Black Eyed Peas, Jason Mraz Streak To Hot 100 Records”. Billboard (Nielsen Business Media, Inc). http://www.billboard.com/#/news/black-eyed-peas-jason-mraz-streak-to-hot-1004004352.story. Läst 19 augusti 2009.
49. ↑  Ben-Yehuda, Ayala (27 augusti 2009). ”Black Eyed Peas Hold Top Spot On Hot 100”. Billboard (Nielsen Business Media, Inc). http://www.billboard.com/#/news/black-eyed-peas-hold-top-spot-on-hot-100-1004007199.story. Läst 5 september 2009.
50. ↑  Ben-Yehuda, Ayala (3 september 2009). ”Pearl Jam Posts Week's Highest Hot 100 Debut, Peas Stay On Top”. Billboard (Nielsen Business Media, Inc). http://www.billboard.com/#/news/pearl-jam-posts-week-s-highest-hot-100-debut-1004009055.story. Läst 5 september 2009.
51. ↑  Ben-Yehuda, Ayala (10 september 2009). ”Mariah Carey Returns To Hot 100 Top 10”. Billboard (Nielsen Business Media, Inc). http://www.billboard.com/#/news/mariah-carey-returns-to-hot-100-top-10-1004010990.story. Läst 10 september 2009.
52. ↑  Ben-Yehuda, Ayala (17 september 2009). ”'Glee' Songs Liven Up Billboard Hot 100”. Billboard (Nielsen Business Media, Inc). http://www.billboard.com/#/news/glee-songs-liven-up-billboard-hot-100-1004013664.story. Läst 17 september 2009.
53. ↑  Trust, Gary (24 september 2009). ”Chart Beat Thursday: Live-Blogging The Hot 100”. Billboard (Nielsen Business Media, Inc). http://www.billboard.com/#/news/chart-beat-thursday-live-blogging-the-hot-1004015827.story. Läst 24 september 2009.
54. ↑  Trust, Gary (1 oktober 2009). ”Chart Beat Thursday: Black Eyed Peas, Pearl Jam, Frank Sinatra”. Billboard (Nielsen Business Media, Inc). http://www.billboard.com/#/column/chartbeat/chart-beat-thursday-black-eyed-peas-pearl-1004017927.story. Läst 1 oktober 2009.
55. ↑  Pietroluongo, Silvio (22 oktober 2009). ”Jay Sean Recaptures Hot 100's Top Slot”. Billboard (Nielsen Business Media, Inc). http://www.billboard.com/news/jay-sean-recaptures-hot-100-s-top-slot-1004029518.story#/news/jay-sean-recaptures-hot-100-s-top-slot-1004029518.story. Läst 26 oktober 2009.
56. ↑  Pietroluongo, Silvio (12 november 2009). ”Rihanna's 'Roulette' Lands In Hot 100's Top 10”. Billboard (Nielsen Business Media, Inc). http://www.billboard.com/#/news/rihanna-s-roulette-lands-in-hot-100-s-top-1004042315.story. Läst 12 november 2009.
57. ↑  Pietroluongo, Silvio (26 november 2009). ”'Empire' Entrenched At No. 1 On Billboard Hot 100”. Billboard (Nielsen Business Media, Inc). http://www.billboard.com/#/news/empire-entrenched-at-no-1-on-billboard-1004048469.story. Läst 26 november 2009.
58. ↑  Pietroluongo, Silvio (3 december 2009). ”Jay-Z And Alicia Keys' 'Empire' Stays Put On Hot 100”. Billboard (Nielsen Business Media, Inc). http://www.billboard.com/#/news/jay-z-and-alicia-keys-empire-stays-put-on-1004050478.story. Läst 3 december 2009.
59. ↑  Pietroluongo, Silvio (10 december 2009). ”Jay-Z, Alicia Keys Lock Up Fourth Week Atop Hot 100”. Billboard (Nielsen Business Media, Inc). http://www.billboard.com/#/news/jay-z-alicia-keys-lock-up-fourth-week-atop-1004052613.story. Läst 10 december 2009.
60. ↑  Pietroluongo, Silvio (17 december 2009). ”'Empire State' Stays Put On Hot 100 For A Fifth Week”. Billboard (Nielsen Business Media, Inc). http://www.billboard.com/#/news/empire-state-stays-put-on-hot-100-for-a-1004054241.story. Läst 17 december 2009.